# Benjamin Alvord
Pour les articles homonymes, voir Alvord.
Benjamin Alvord (né le 18 août 1813 à Rutland (Vermont), et décédé le 16 octobre 1884 à Washington, District of Columbia) est un brigadier-général de l'Union. Il est enterré à Rutland, dans l'État du Vermont.

## Avant la guerre de Sécession
Benjamin Alvord est diplômé de West Point en 1833. Il est promu second lieutenant le 1er juillet 1833 dans le 4th United States Infantry et premier lieutenant le 23 septembre 1836.

### Les guerres séminoles
Benjamin Alvord participe aux guerres séminoles en Floride avec le 4th United States Infantry.
Au début de 1836, il participe aux accrochages de camp Izar et aux combats à Oloklikaha et à Tholonotesessa Creek.

### Guerre américano-mexicaine
Il participe ensuite à la guerre américano-mexicaine. Il combat à Palo Alto et à Resaca de la Palma. Il participe à la marche de Vera Cruz vers Mexico.
Le 9 septembre 1846, il est promu capitaine. Sa promotion au grade de commandant intervient le 15 août 1847. Il est affecté en tant que trésorier-payeur.
Il est affecté à l'académie militaire de West Point en tant que professeur assistant de philosophie naturelle et expérimentale.

## Guerre de Sécession

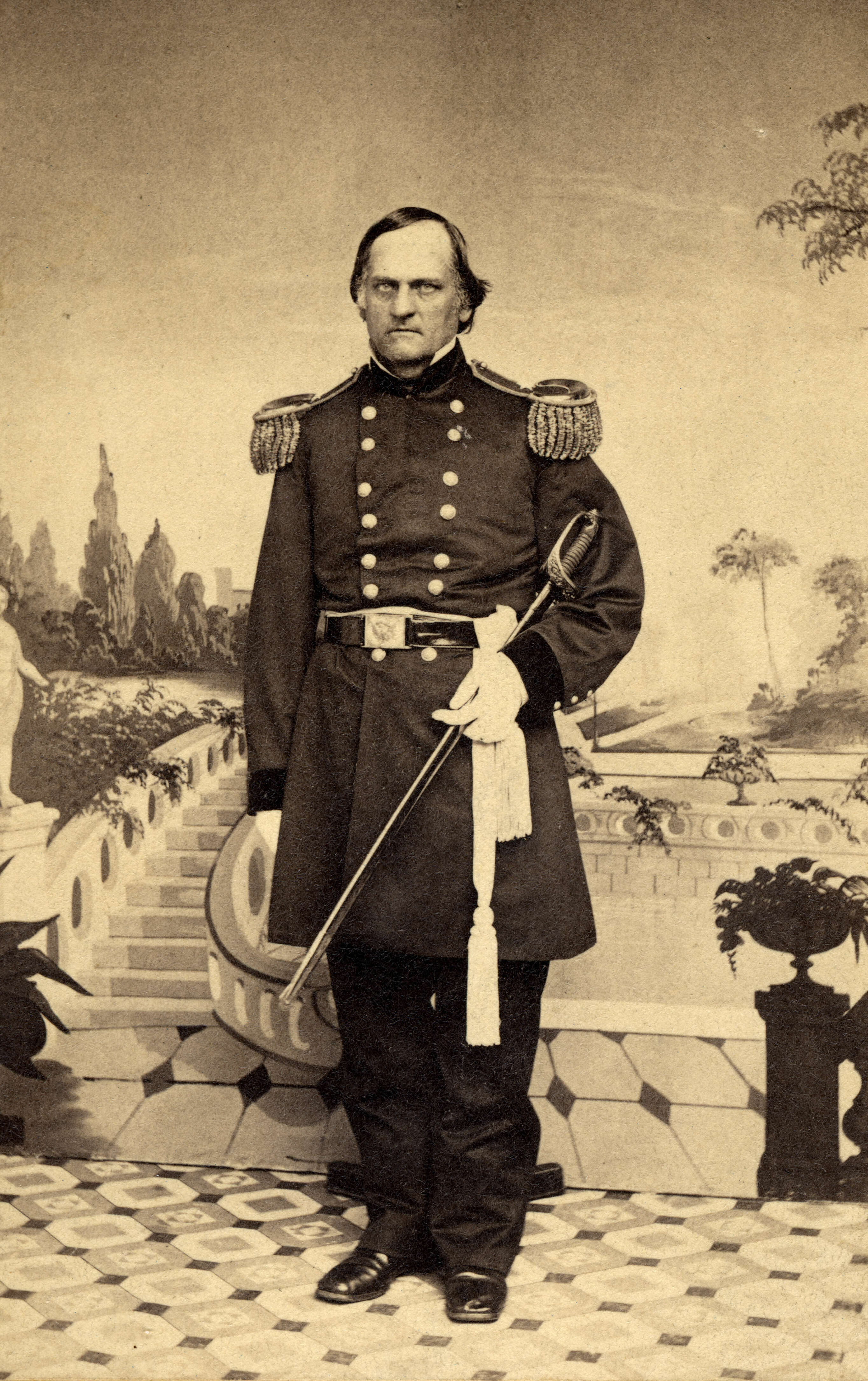
Benjamin Alvord, 1860s

Au début du conflit, Benjamin Alvord est chef trésorier-payeur du département de l'Oregon. Il est ensuite promu brigadier-général des volontaires (15 avril 1862) et prend le commandement de ce département.
Pendant le conflit, son activité concerne le nord-ouest des États-Unis. Il démissionne de sa commission des volontaires en août 1865. Il est alors affecté à l'Est, en tant que trésorier-payeur à New York.

## Après la guerre
Benjamin Alvord est nommé trésorier-payeur en chef du district d'Omaha en 1867. Le 15 avril 1869, il est muté dans le district de la Platte.
En 1872, il est nommé trésorier-payeur général de l'armée avec le grade de colonel. Il est ensuite promu brigadier-général le 22 juin 1876. Il part à la retraite le 8 juin 1880.